# Revolução Cultural Iraniana
A Revolução Cultural (1980-1987) foi um período após a Revolução Iraniana onde o meio acadêmico do Irã foi expurgado de influências ocidentais e não islâmicas para trazê-lo em conformidade com o Islã xiita.  O nome oficial utilizado pela República Islâmica é "Revolução Cultural".
Dirigido pelo Quartel Revolucionário Cultural e mais tarde pelo Conselho Supremo da Revolução Cultural, a revolução inicialmente fechou universidades por três anos (1980-1983) e depois da reabertura proibiu muitos livros e expurgou milhares de estudantes e professores das escolas.  A Revolução Cultural, por vezes, envolveu violência na tomada de campus universitários. O ensino superior do Irã tinha muitas forças de esquerda que se opunham à visão do aiatolá Khomeini da teocracia islâmica no Irã. A resistência ao controle de Khomeini em muitas universidades foi em grande parte vencida. Quantos estudantes ou professores foram mortos não é conhecido.  
O processo governamental de censurar as influências estrangeiras não ocorreu  sem conflitos. Além de interromper a liberdade, educação e meio de vida profissional de muitos, marcou "um grande golpe para a vida e realização cultural e intelectual do Irã" , que contribuiu para a emigração de muitos professores e tecnocratas. A perda de habilidades profissionais e de capitais enfraqueceu a economia do Irã.